# Forêt de Montauban-de-Bretagne
La forêt de Montauban-de-Bretagne est une forêt domaniale située en Ille-et-Vilaine au nord de la commune de Montauban-de-Bretagne. Elle s'étend sur une superficie d'environ 580 ha.

## Histoire
La forêt est devenue propriété de l’État en 1923.

## Activités
Elle est gérée par l’Office national des forêts (ONF).

## Sites remarquables
Le château de Montauban, édifié au XIIIe siècle, de situe au sud de la forêt.